# 横堀三子
横堀 三子（よこぼり さんし、1852年10月27日（嘉永5年9月15日）- 1914年（大正3年）3月24日）は、明治時代の政治家、台湾総督府官僚。自由民権運動家。衆議院議員（4期）。旧姓・土屋、諱・龍、字・雲卿、号・鉄研、通称・三子。

## 経歴
下野国那須郡黒羽（黒羽県、栃木県那須郡黒羽町を経て現大田原市）で、黒羽藩士土屋新二郎の二男として生まれ、のち同国大田原藩領芳賀郡祖母井村（祖母井町を経て現芳賀町）に移り住む。幼くして大田原藩の儒臣・金枝柳村の門に入り漢籍を修める。1874年（明治7年）横堀源平の養子となり、1876年（明治9年）3月1日家督を相続した。1878年（明治11年）芳賀郡書記を経て、1879年（明治12年） 栃木県会議員に当選し、同議長を務め、常置委員、地方勧業諮問会員、地方衛生会員などを歴任した。自由民権運動に加わり、1880年（明治13年）下野有志共同会が設立されると総部長に就任し、塩田奥造と共に国会請願捧呈委員となった。のち芳賀郡長、台湾総督府台中県苗栗支庁長、同県書記官などを歴任した。
1890年（明治23年）7月の第1回衆議院議員総選挙では栃木県第1区から出馬し当選。第2回から第6回総選挙まで星亨らと戦って落選が続いた。その後、第7回、第8回、第9回総選挙では当選し衆議院議員を通算4期務めた。

## 親族
- 妻 横堀もん（養父長女）[5]